# Estação (Rio Grande do Sul)
Estação  este un oraș în Rio Grande do Sul (RS), Brazilia.